# Mammillaria brandegeei

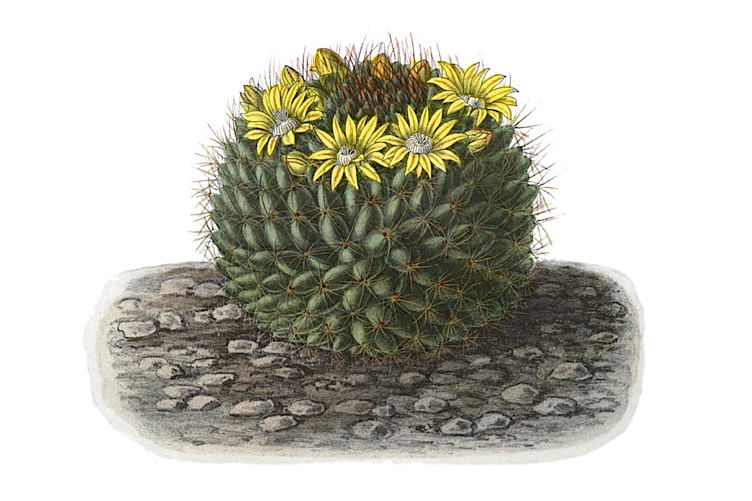
Mammillaria brandegeei auf der Tafel 115 von 1909 aus Blühende Kakteen

Mammillaria brandegeei ist eine Pflanzenart aus der Gattung Mammillaria in der Familie der Kakteengewächse (Cactaceae). Das Artepitheton ehrt den US-amerikanischen Botaniker Townshend Stith Brandegee.

## Beschreibung
Mammillaria brandegeei wächst meist einzeln oder auch Gruppen bildend. Die Pflanzenkörper sind niedergedrückt kugelig bis kurz-zylindrisch. Sie sind dunkelgrün und werden 9 Zentimeter im Durchmesser groß. Die Warzen sind konisch geformt, fest, basal vierkantig und haben Milchsaft. Die Axillen sind wollig. Die 1 bis 4 Mitteldornen sind rötlich-braun mit dunkler Spitze, gerade, kräftig und 1 bis 1,2 Zentimeter lang. Die 9 bis 16 Randdornen sind weißlich bis gelblich braun, mit dunkler Spitze, nadelig steif, gerade etwa 0,7 bis 1 Zentimeter lang.
Die Blüten sind grünlich gelb, bräunlich gelb oder nur gelb gefärbt. Sie werden 1,5 bis 2 Zentimeter lang. Die langsam reifenden Früchte sind trübrosa gefärbt. Sie enthalten braune Samen.

## Verbreitung, Systematik und Gefährdung
Mammillaria brandegeei ist in dem  mexikanischen Bundesstaat Baja California  verbreitet.
Die Erstbeschreibung als Cactus brandegeei erfolgte 1894  durch John Merle Coulter. Mary Katharine Brandegee stellte die Art 1897 in die Gattung Mammillaria. Ein weiteres nomenklatorisches Synonym ist Neomammillaria brandegeei (J.M.Coult.) Britton & Rose (1923).
Es werden folgende Unterarten unterschieden:
- Mammillaria brandegeei subsp. brandegeei:
Die Nominatform hat 2 bis 4 Mitteldornen, die Blüten sind grünlich gelb oder bräunlich gelb.
- Mammillaria brandegeei subsp. gabbii (J.M.Coulter) D.R.Hunt:
Die Erstbeschreibung erfolgte 1894 als Cactus gabbii durch John Merle Coulter.[4] David Richard Hunt stellte die Art 1997 als Unterart zu Mammillaria brandegeei.[5] Die Unterart hat 1 bis 2 Mitteldornen und gelbliche Blüten.
- Mammillaria brandegeei subsp. glareosa (Boed.) D.R.Hunt:
Die Erstbeschreibung erfolgte 1933 als Mammillaria glareosa durch Friedrich Bödeker.[6] David Richard Hunt stellte die Art 1997 als Unterart zu Mammillaria brandegeei.[5] Die Unterart hat nur einen Mitteldorn und gelbliche Blüten.
- Mammillaria brandegeei subsp. lewisiana (G.E.Lindsay ex H.E.Gates) D.R.Hunt:
Die Erstbeschreibung erfolgte 1955 als Mammillaria lewisiana durch George Edmund Lindsay (1916–2002) und Howard Elliott Gates (1895–1957).[7] David Richard Hunt stellte die Art 1998 als Unterart zu Mammillaria brandegeei.[8] Die Unterart hat 1 bis 3 Mitteldornen, die über den Pflanzenscheitel gebogen sind.

In der Roten Liste gefährdeter Arten der IUCN wird die Art als „Least Concern (LC)“, d. h. als nicht gefährdet geführt. Die Unterarten wurden nicht separat erfasst.

## Nachweise